# Phyllium mamasaense
Phyllium mamasaense är en insektsart som beskrevs av Detlef Grösser 2008. Phyllium mamasaense ingår i släktet Phyllium och familjen Phylliidae. Inga underarter finns listade i Catalogue of Life.